# Athysanella kadokana
Athysanella kadokana är en insektsart som beskrevs av Knull 1951. Athysanella kadokana ingår i släktet Athysanella och familjen dvärgstritar. Inga underarter finns listade i Catalogue of Life.